# Patrie (Luftschiff)

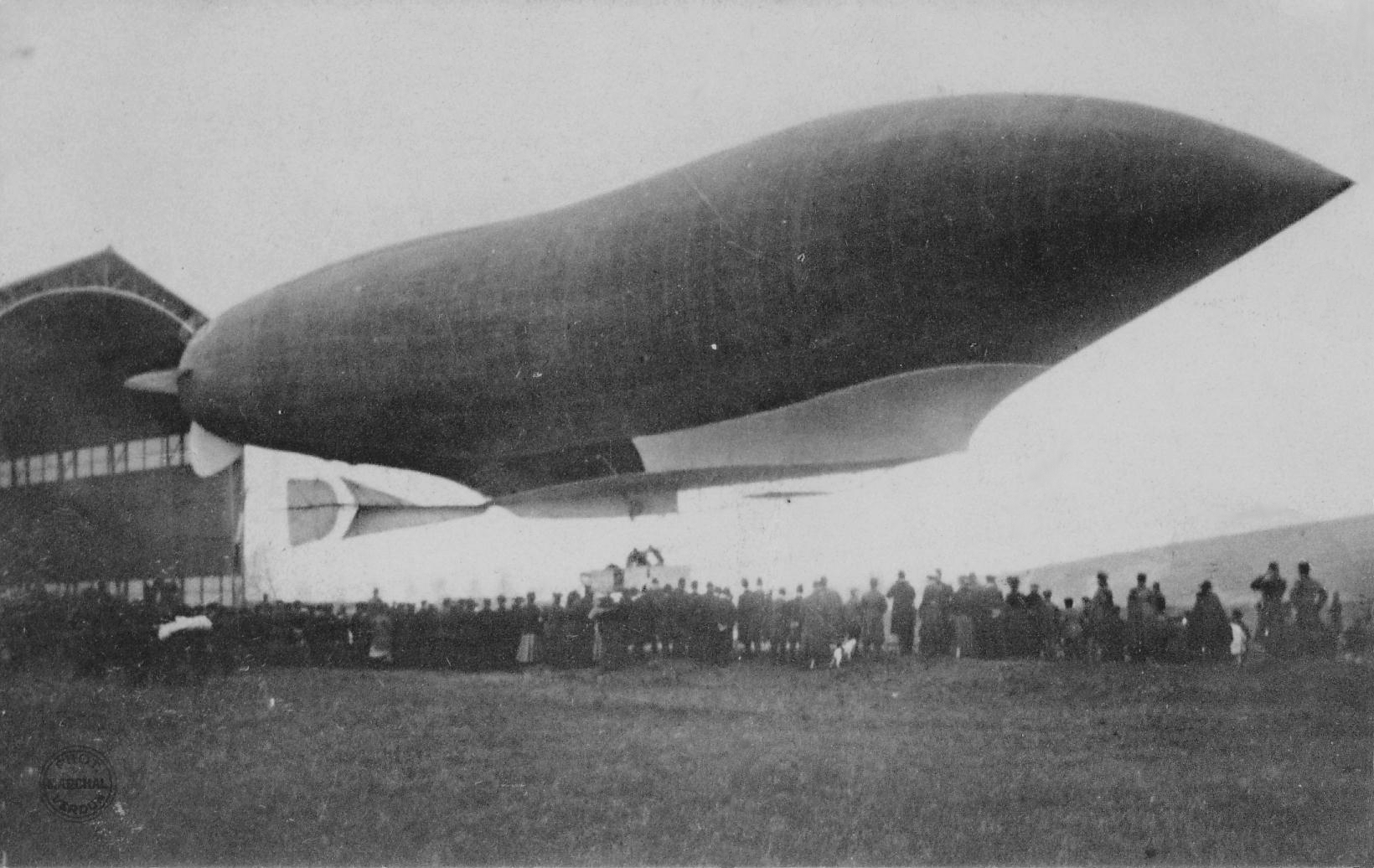
Patrie, 1907

Die Patrie war ein halbstarres Luftschiff, das vom französischen Unternehmen Lebaudy Frères gebaut und im November 1906 fertiggestellt worden war. Der Erstflug fand am 16. November 1906 statt. Am 30. November 1907 konnte das Luftschiff bei einem Sturm von der 200-köpfigen Bodenmannschaft nicht mehr gehalten werden. Von Souhesme-la-Grande in Frankreich trieb es ohne Besatzung über den Britischen Kanal, Wales und Irland und wurde zuletzt bei den Hebriden gesichtet.

## Geschichte
Nach den Tests des Luftschiffs Lebaudy in Toul bestellte das französische Militär Ende 1905 die ähnlich konstruierte Patrie.
Die Ballonhülle des von Henri Julliot konstruierten Luftschiffs entstand im Werk der Lebaudy Frères in Moisson, der mechanische Teil in einer ihrer Zuckerfabrik in La Villette angegliederten Werkstatt.
Die Patrie war eine leicht vergrößerte Version der 1905 von der Armee getesteten Lebaudy. Unterschiede waren ein stärkerer Motor und die für den möglichen Transport per Eisenbahn demontierbare Gondel.
Der Erstflug bei Moisson erfolgte am 16. November 1906. An Bord waren die Stammbesatzung der Lebaudy und die künftige Besatzung der Patrie. Nach sechs Testfahrten nahm das Militär am 30. November das Luftschiff ab. Am 15. Dezember erfolgte die Überführung nach Chalais-Meudon. Nach einer Fahrt über das Zentrum von Paris am 17. Dezember wurde die Patrie über Winter eingemottet. Die Regierung orderte zwei weitere gleiche Luftschiffe zur Lieferung 1907 (die République) und 1908.
Vom 27. Juni bis 7. August 1907 erfolgte eine Serie von 20 Test- und Ausbildungsfahrten.
Ein Höhepunkt war die Teilnahme der Patrie an der Parade zum Nationalfeiertag am 14. Juli in Longchamps vor den Augen des französischen Präsidenten. Im August wurde die Gasfüllung für kleinere Umrüstungen abgelassen.
Die dritte und letzte Kampagne mit elf Aufstiegen begann am 21. Oktober. Es waren vor allem routinemäßige Leistungstests. Am 23. November verlegte die Patrie an ihren 250 km entfernten künftigen Stationierungsort Belleville bei Verdun.
Auf ihrer dritten Fahrt von Belleville am 29. November fiel unterwegs die Zündung des Motors aus. Trotz Reparaturarbeiten in 400 m Höhe ließ er sich nicht wieder starten. Am Nachmittag landete das Luftschiff schließlich 17 km von seinem Hangar entfernt bei Souhesme-la-Grande. Zahlreiche Soldaten aus den umliegenden Forts und Anlieger sicherten es. Der Konstrukteur des Luftschiffs und ein Techniker des Motorherstellers wurden geholt.
Als in der Nacht ein Sturm aufkam, gelang es nicht, die Gasfüllung des Ballons abzulassen. Die von 200 Mann gehaltene Patrie riss sich los und trieb davon. Sie wurde über Wales, Nordirland und zuletzt bei den Hebriden gesichtet.
Nach dem Verlust der Patrie übernahm die französische Armee das ihr von Henry Deutsch de la Meurthe angebotene Prallluftschiff Ville de Paris als Ersatz und stationierte dieses ab dem 15. Januar 1908 in Belleville.
Die Patrie wurde im Jahr nach ihrem Ende zum Gegenstand einer vermeintlichen Spionageaffäre, als der Wiener Architekt August Krumholz, der bereits zuvor mit Henri Julliot in brieflichem Kontakt gestanden hatte, am 18. Februar 1908 in Paris verhaftet wurde. Auf Intervention Julliots wurde das Verfahren jedoch niedergeschlagen, da nach dessen Aussage „die Pläne der Patrie … bis ins kleinste Detail der ganzen aeronautischen Fachwelt bekannt … und in allen möglichen Fachschriften veröffentlicht, kommentiert und diskutiert worden“ seien.

## Beschreibung

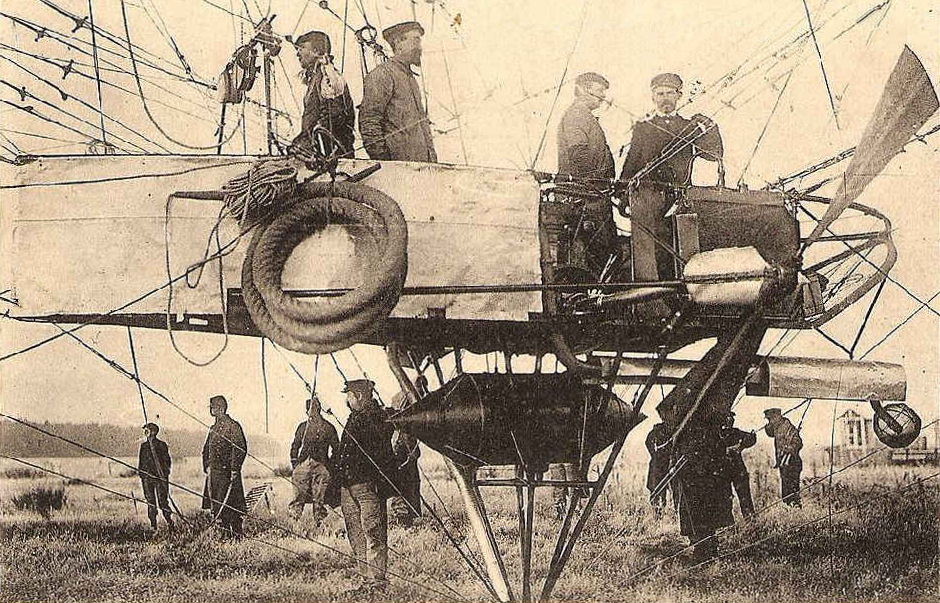
Crew in der Gondel der Patrie

Die Ballonhülle der 62 m langen Patrie bestand aus zwei Lagen kautschukbeschichteten Baumwollstoffs. Die mit 3.500 m3 Wasserstoffgas gefüllte Hülle hatte einen größten Durchmesser von 10,3 m. Der Innendruck von etwa 2,5 Millibar sorgte für Formstabilität.
In der Hülle war ein 650 m3 großes mit Luft füllbares Ballonett eingebaut.
Kern des halbstarren Luftschiffs war die aus Stahlrohr gefertigte Plattform an der Unterseite der Ballonhülle.
Eine komplett aus Metall gefertigte kompakte bootsförmige Gondel war starr unter der Plattform aufgehängt.
Sie bot Platz für sechs Personen.

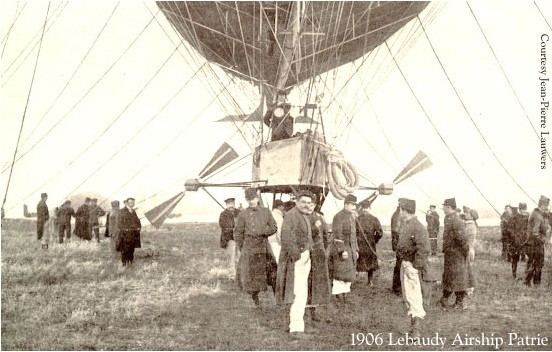
Gondel und Propeller

Als Antrieb diente ein 70 PS starker Vierzylinder-Automotor des Herstellers Panhard & Levassor. Zwei an Auslegern seitlich der Gondel angebrachte Metallpropeller mit je 2,50 m Durchmesser drehten mit 1.000 min−1.
Bei Tests erreichte die Patrie über 2000 m Höhe und trug über 750 kg Steine als Zuladung.

## Dokumentarfilm
Ende 1906 drehte Alice Guy mit „Le ballon dirigeable 'Le patrie'“ einen gut einminütigen Dokumentarfilm über die Patrie.
Darin wird das Luftschiff aus einem Hangar geholt und startet vor Publikum.